# Black Rain (Soundgarden)
Black Rain è un singolo del gruppo rock statunitense Soundgarden. Il testo è stato scritto dal cantante della band Chris Cornell mentre le musiche sono opera del bassista Ben Shepherd e del chitarrista Kim Thayil. Il singolo debuttò alla posizione numero 24 nella US Billboard Alternative Songs chart e alla posizione numero 14 nella US Billboard Rock Songs chart nell'agosto 2010. Compare nell'album di raccolte Telephantasm ed è presente nel gioco Guitar Hero: Warriors of Rock. È inoltre il primo singolo dei Soundgarden dalla loro riunione nel gennaio 2010.

## Origini e registrazione
La canzone è nata nel 1991 durante le registrazioni dell'album Badmotorfinger. Nel 2010 il gruppo lavorò nuovamente alla canzone con il co-produttore di Down on the Upside Adam Kasper, il quale stava lavorando con la band su alcuni materiali d'archivio. Cornell riascoltando la canzone dopo quasi due decenni ricordò tutti i problemi che aveva avuto: era infatti troppo lunga e l'arrangiamento e il testo non lo soddisfacevano, ma dopo molti anni quei problemi gli sembravano molto semplici da risolvere. La canzone venne così riarrangiata e la parte vocale venne riscritta e registrata nuovamente. Kim Thayil disse a Rolling Stone: "sotto molti aspetti, questa è una canzone nuova".

## Composizione
La canzone inizia con un tempo in 9/8. In un'intervista a US Today, Cornell ha affermato che a proposito di Black Rain "questa è una super versione (della band) finalizzata ad ottenere il massimo potenziale del 1991".

## Premi e candidature
Black Rain è stata candidata al Grammy Award nella categoria Best Hard Rock Performance.

## Video
Il video musicale è stato diretto da Brandon Small di Metalocalypse ed è il primo video di un artista esterno nello show. La fiction band Dethklok fa un cameo nel video.

## Tracce
Radio Promo
1. Black Rain (Versione Radio) - 4:09
2. Black Rain (Versione Album) - 5:24

7"
1. Black Rain - 5:24
2. Beyond the Wheel (Live at Showbox, 2010) - 5:38